# Albert Hayes
Frederick Albert Hayes (sinh năm 1895) là một cầu thủ bóng đá người Anh từng thi đấu ở vị trí tiền đạo trung tâm cho Port Vale và Tranmere Rovers vào thập niên 1920.

## Sự nghiệp
Hayes từng thi đấu cho Liverpool Badgers trước khi gia nhập Port Vale vào tháng 6 năm 1920. After có màn ra mắt trong thất bại 4–0 trước Birmingham trên sân St Andrew's ngày 2 tháng 5 tại trận áp chót của Second Division mùa giải 1920-21. Ông thi đấu 2 trận ở mùa giải 1921–22 trước khi rời The Old Recreation Ground để trở lại Merseyside cùng với Tranmere Rovers.

## Thống kê
Nguồn:
| Câu lạc bộ      | Mùa giải       | Hạng đấu             | Giải vô địch | Giải vô địch | Cúp FA | Cúp FA | Tổng | Tổng |
| Câu lạc bộ      | Mùa giải       | Hạng đấu             | Trận         | Bàn          | Trận   | Bàn    | Trận | Bàn  |
| --------------- | -------------- | -------------------- | ------------ | ------------ | ------ | ------ | ---- | ---- |
| Port Vale       | 1920–21        | Second Division      | 1            | 0            | 0      | 0      | 1    | 0    |
| Port Vale       | 1921–22        | Second Division      | 2            | 0            | 0      | 0      | 2    | 0    |
| Port Vale       | Tổng           | Tổng                 | 3            | 0            | 0      | 0      | 3    | 0    |
| Tranmere Rovers | 1922–23        | Third Division North | 8            | 1            | 0      | 0      | 8    | 1    |
| Tranmere Rovers | 1923–24        | Third Division North | 3            | 0            | 0      | 0      | 3    | 0    |
| Tranmere Rovers | Tổng           | Tổng                 | 11           | 1            | 0      | 0      | 11   | 1    |
| Tổng sự nghiệp  | Tổng sự nghiệp | Tổng sự nghiệp       | 14           | 1            | 0      | 0      | 14   | 1    |